# Le Tréport
Le Tréport è un comune francese di 5 511 abitanti situato nel dipartimento della Senna Marittima nella regione della Normandia.

## Società

### Evoluzione demografica
Abitanti censiti

## Monumenti e luoghi d'interesse
- Faro di Le Tréport.